# Aglaops aurantialis
Aglaops aurantialis är en fjärilsart som beskrevs av Munroe och Akira Mutuura 1968. Aglaops aurantialis ingår i släktet Aglaops och familjen Crambidae. Inga underarter finns listade i Catalogue of Life.